# Melodichthys hadrocephalus
Melodichthys hadrocephalus es una especie de pez marino actinopterigio, la única del género Melodichthys. Es una especie rara de la que se conoce poco.

## Distribución y hábitat
Es una especie marina, batipelágico de aguas profundas y comportamiento demersal, que habita en un rango de profundidad entre 300 y 400 metros. Se distribuye por un área restringida de la costa este del océano Atlántico en Francia.